# 정만호 (희극인)
정만호(1976년 11월 10일 ~ )은 대한민국의 개그맨 겸 가수이다.

## 생애
‘만사마’라는 별명으로 유명하고 소속사는 라디오스타 엔터테인먼트이며, 2003년 SBS 웃찾사로 데뷔하였다.

## 출연 프로그램
- 《가족오락관》 - 게스트 (2007. 8. 4. / 2008. 3. 15.)
- 《코미디빅리그》
- 《개그 투나잇》
- 《내게 거짓말을 해봐》
- 《웃찾사 시즌1》

## 음반
- 《싸쓰 - 파파송》 (2006년)
- 《D.N.A - Boom Sakala》 (2007년)
- 《싸쓰 - SAS IN DA CLUB》 (2008년)
- 《유에스비 - 오마이갓》 (2011년)
- 《원달라 - 진짜로 정말로》 (2013년)

## 가족 관계
- 배우자 : 미상[1] (현재 이혼)
  - 장남 : 정일남 (1993년 ~ )
  - 차남 : 정일준 (1999년 ~ )

## 수상
- 2005년 대한민국 영상대전 포토제닉상 수상